# Familiar Taste of Poison
Familiar Taste of Poison è un singolo del gruppo hard rock statunitense Halestorm, il terzo estratto dall'album omonimo pubblicato dalla Atlantic Records.

## Testo
Il testo parla di una donna che muore dopo aver bevuto del vino avvelenato datole dal marito. Dal testo traspare che la donna non aveva più un sentimento di fiducia e di amore nei confronti del marito.

## Video
Il video musicale del brano, diretto da Jeremy Alter, è una vero e proprio thriller che vede nelle vesti di attori i membri del gruppo. Mostra un detective (Joe Hottinger) chiamato per la morte di una donna (Lzzy Hale) in un apparente incidente, il cui corpo galleggia in una fontana. Svolgendo le indagini viene a sapere dal medico legale (Arejay Hale) che non si tratta di un incidente, ma di un avvelenamento. Alla fine risolve il caso arrestando il colpevole, un playboy (Josh Smith) fidanzato della vittima. Alternata alle riprese del corpo della donna che galleggia e canta nella fontana nel cortile della casa, ci sono le immagini della donna e dell'uomo durante gli ultimi attimi di vita di lei.